# Heterochelus karrooanus
Heterochelus karrooanus är en skalbaggsart som beskrevs av Louis Albert Péringuey 1908. Heterochelus karrooanus ingår i släktet Heterochelus och familjen Melolonthidae. Inga underarter finns listade i Catalogue of Life.